# خورخي إيشيفيريا
خورخي إيشيفيريا (بالإسبانية: Jorge Echeverría) هو لاعب كرة قدم فنزويلي، ولد في 13 فبراير 2000 في سان كريستوبال في فنزويلا. لعب مع نادي كاراكاس.

## وصلات خارجية
- خورخي إيشيفيريا على موقع قاعدة بيانات كرة القدم.إي يو (الإنجليزية)
- خورخي إيشيفيريا على موقع Soccerway.com (الإنجليزية)